# Metro Regional de Valparaíso
El Metro Regional de Valparaíso, conocido por su sigla Merval, fue un antiguo ferrocarril metropolitano que recorría gran parte de la Región de Valparaíso, conectando las comunas chilenas de Valparaíso, Viña del Mar, Quilpué, Villa Alemana, Limache, Quillota, La Cruz, La Calera, Llay Llay y Santiago, además de un ramal que unía con las ciudades de Panquehue, San Felipe y Los Andes.
Administrado desde 1995 por Metro Regional de Valparaíso S.A., empresa filial de la Empresa de los Ferrocarriles del Estado, el servicio fue paulatinamente clausurado en los servicios que llegaban hacia las comunas del interior de la región, solo manteniéndose el servicio entre las estaciones Puerto y Limache para 1995. Este recorrido fue reinaugurado en 2005 bajo el nombre de Metro Valparaíso, con una total modernización de material rodante, estaciones, servicios de pago e infraestructura.

## Historia

### El fin del servicio Valparaíso-Santiago
Desde la segunda mitad del siglo XX, gran parte de los servicios ferroviarios de Chile habían ido en un lento declive, cerrándose gran parte de las líneas que componían la red nacional de ferrocarriles. En el caso del Ferrocarril de Valparaíso a Santiago, que prestaba servicios entre las estaciones Puerto y Mapocho, se vio perjudicado por la apertura de los túneles Zapata en 1955 y Lo Prado en 1970, y la proliferación de servicios de buses entre el puerto y la capital, con pasajes más baratos, que hacían el recorrido en menos de 2 horas, que se demoraba casi 3 horas en unir ambas ciudades.
En 1986, ocurrió un grave accidente ferroviario entre las estaciones Peñablanca y Limache, en el cual un tren a Valparaíso y chocó con otro a Santiago, debido a que en el sector estaba funcionando una sola línea, y al robo de cables de cobre, que comunicaban a ambas estaciones. Esto llevó a la clausura del servicio entre ambas ciudades, mientras que en 1987 se cerró la estación Mapocho, en Santiago. Desde entonces, solo se mantuvo el servicio hasta La Calera y su conexión hasta estación Los Andes. El servicio denominado Metro Regional de Valparaíso fue creado oficialmente el 12 de junio de 1987.
Un fallido intento de reapertura ocurrió el 3 de enero de 1992, cuando el servicio fue reabierto entre Puerto y Alameda, a la espera de la reacción de los potenciales pasajeros. Funcionaría con salidas diarias desde ambos extremos, y un aumento del servicio en fines de semana. Sin embargo, no hubo afluencia de pasajeros, que se habían volcado definitivamente al uso de buses, y el servicio fue clausurado definitivamente el 8 de marzo del mismo año.

### Cierre de estaciones
Hacia 1995, el metro vuelve a suspender sus líneas, con el cierre del ramal que unía a las Llay Llay, Panquehue, San Felipe y Los Andes, además del que comprendía las comunas de Quillota, La Cruz y La Calera. El servicio solo se mantendría entre las estaciones Puerto y Limache. Pocos años después, la reconstrucción de Avenida Condell en Quillota determinaría la demolición de sus estaciones Quillota y Corvi, mientras el resto fueron abandonadas.
En ese mismo año, asumiría la entidad legal de Metro Regional de Valparaíso S.A. como cabeza del servicio.

### Últimos años de servicio
Para 1998 el Merval transportaba a cerca de 5 millones de pasajeros y los fondos del Estado le tenían asignado 15 millones de dólares para su renovación. El ferrocarril poseía material rodante muy antiguo. La última inyección de fondos habían sido en 1976, para comprar los automotores AES. A fines de la década de 1990 recibió los trenes UT-440 provenientes de España, y en 2002 se utilizaron trenes comprados entre los años '50 y '60 para poder ayudar al servicio.
El gobierno de Eduardo Frei Ruiz-Tagle dispuso en 1999 la reestructuración total del servicio entre las estaciones Puerto y Limache. Esto incluiría la renovación de toda la infraestructura de las estaciones; el soterramiento de la línea entre las estaciones Chorrillos y Miramar, en Viña del Mar; la construcción de nuevos talleres junto a estación Limache (y la consiguiente clausura de los talleres Barón); la compra de nuevos trenes y la modificación de los sistemas de pago. El proyecto, conocido como IV Etapa, implicó la clausura del servicio por varios meses; aunque el sistema no se detuvo hasta prácticamente un par de meses antes de la inauguración del nuevo Metro Valparaíso. Si bien la mayoría de las estaciones se mantuvieron, otras pocas fueron clausuradas en el nuevo servicio (Colegio Alemán, Laboral, Valencia y Rumié); y se crearon las nuevas estaciones "Hospital", de tipo subterráneo, en Viña del Mar; y la Estación "Francia", en Valparaíso, a nivel de la calle.

## Estructura
La única línea ferroviaria recorría desde las estaciones Puerto hasta La Calera, antes de seguir hacia la ciudad de Llay Llay y bifurcarse entre los recorridos hacia Los Andes y el Santiago.
En su reinauguración como Merval, los trenes partían desde estación Puerto, ubicada junto a Plaza Sotomayor en Valparaíso, recorriendo el borde costero y entrando a Viña del Mar entre los cerros Castillo y Recreo. Atravesaba el sector céntrico de la ciudad hasta el barrio industrial El Salto, antes de seguir su paso a Quilpué por medio del desfiladero de Las Cucharas. Luego de seguir su paso por el sector norte de Quilpúe y Villa Alemana, el tren seguía un largo trecho por medio del valle hasta llegar a Limache, antes de seguir su curso hacia el interior.

### Estaciones
De las siguientes, solo los tramos entre Valparaíso y Limache se mantuvieron activos luego de 1995.
| Valparaíso/Viña del Mar                                                                                              | Quilpué/Villa Alemana | Limache   | Quillota                       | La Cruz/La Calera                 | Llay Llay          | San Felipe/Los Andes                           | Camino a Santiago |
| - Puerto - Bellavista - Barón - Portales - Miramar - Viña del Mar - Chorrillos - Colegio Alemán - El Salto - Laboral | - Valencia - Quilpué - El Sol - Belloto - Las Américas - Rumié - Concepción - Villa Alemana - Sargento Aldea - Peñablanca | - Limache | - San Pedro - Corvi - Quillota | - La Cruz - La Calera - Pachacama | - Ocoa - Llay Llay | - Chagres - Panquehue - San Felipe - Los Andes | - Enrique Meiggs - La Cumbre - Montenegro - Rungue - Til Til - Polpaico - Batuco - Colina - Quilicura - Renca - Yungay - Mapocho/Alameda |

### Material rodante
El material rodante utilizado principalmente eran los automotores AES comprados en 1976 y los UT-440 comprados a España a finales de la década de 1990.